# 生江镇
生江镇，是中华人民共和国广东省云浮市罗定市下辖的一个乡镇级行政单位。

## 行政区划
生江镇下辖以下地区：
生江社区、生江村、里午村、安全村、八达村、林兵村、八和村、云桂村、碗窑村、三和村、七记村和双脉村。